# Pat Hickey
Patrick Joseph „Pat“ Hickey (* 15. Mai 1953 in Brantford, Ontario) ist ein ehemaliger kanadischer Eishockeyspieler und -funktionär. Der linke Flügelstürmer begann seine Profikarriere bei den Toronto Toros in der World Hockey Association, bevor er zwischen 1975 und 1985 über 600 Spiele für fünf Teams in der National Hockey League absolvierte. Den Großteil davon bestritt er für die New York Rangers, die ihn im NHL Amateur Draft 1973 an 30. Position ausgewählt hatten und mit denen er in den Playoffs 1979 die Endspiele um den Stanley Cup erreichte, dort allerdings den Canadiens de Montréal unterlag.

## Karriere

### Als Spieler

#### Anfänge
Pat Hickey wurde in Brantford geboren und spielte in seiner Jugend für die Hamilton Red Wings aus dem nahe gelegenen Hamilton in der Ontario Hockey Association (OHA). In dieser höchsten Nachwuchsliga seiner Heimatprovinz steigerte er seine persönliche Statistik von Jahr zu Jahr, bis er in der Spielzeit 1972/73 mit 79 Scorerpunkten aus 61 Spielen seinen Bestwert im Juniorenbereich erreichte. Anschließend wurde der Flügelstürmer im NHL Amateur Draft 1973 an 30. Position von den New York Rangers ausgewählt, ebenso wie im WHA Amateur Draft 1973 an 18. Stelle von den Toronto Toros. Da die Rangers ihm vorerst nur ein Engagement in ihrem Farmteam anboten, wechselte er zur Spielzeit 1973/74 in die World Hockey Association (WHA). Im Trikot der Toros etablierte sich der Kanadier ebenfalls als regelmäßiger Scorer, so verzeichnete er in den folgenden beiden Jahren 55 und 69 Punkte, während er zugleich sein Defensivspiel verbesserte. Demzufolge verließ er 1976 seine kanadische Heimat, um sich den Rangers aus der National Hockey League (NHL) anzuschließen.

#### NHL
Zu Beginn seiner Zeit bei den Broadway Blueshirts bildete Hickey gemeinsam mit Walt Tkaczuk und Bill Fairbairn eine Angriffsreihe, bevor er später bevorzugt mit Rick Middleton und Derek Sanderson aufgestellt wurde. Der Durchbruch in der NHL gelang ihm in der Saison 1977/78, als er das erste und einzige Mal in seiner Laufbahn die Marke von 40 Treffern erreichte und die Rangers damit teamintern anführte. Seinen Karriere-Bestwert als Scorer verzeichnete er mit 75 Punkten im Folgejahr, in dem er mit der Mannschaft auch das Endspiel um den Stanley Cup in den Playoffs 1979 erreichte und dort allerdings den Canadiens de Montréal mit 1:4 unterlag. Zu Beginn der folgenden Spielzeit 1979/80 wurde er schließlich samt Lucien DeBlois, Mike McEwen und Dean Turner an die Colorado Rockies abgegeben, während im Gegenzug Barry Beck nach New York wechselte.
In Colorado war Hickey weniger als zwei Monate aktiv, da er bereits im Dezember 1979 mitsamt Wilf Paiement zu den Toronto Maple Leafs transferiert wurde, während Lanny McDonald und Joel Quenneville nach Denver wechselten. An seiner früheren Wirkungsstätte gelang es ihm in der Folge zumindest teilweise, in einer Angriffsreihe mit Bill Derlago und Rick Vaive an seine Leistungen aus New Yorker Zeiten anzuknüpfen. Eben dorthin kehrte der Angreifer bereits im Oktober 1981 zurück, als die Rangers ihn im Tausch für ein Fünftrunden-Wahlrecht im NHL Entry Draft 1982 verpflichteten. Sein zweites Engagement am Broadway währte jedoch nur bis März 1982, als er durch einen Schiedsspruch zu den Nordiques de Québec geschickt wurde. Damit wurde ein früheres Tauschgeschäft vom Jahresanfang komplettiert, mit dem Robbie Ftorek im Tausch für Jere Gillis und Dean Talafous nach New York geholt wurde. Da Talafous den Transfer verweigerte, wurde den Nordiques später Hickey zugesprochen.
In Québec beendete Hickey die Spielzeit 1981/82 und wechselte anschließend im August 1982 im Tausch für Rick Lapointe zu den St. Louis Blues. Diese setzten ihn im Folgejahr hauptsächlich bei ihrem Farmteam, den Salt Lake Golden Eagles, in der Central Hockey League ein, bevor er zwischen 1983 und 1985 noch einmal regelmäßig in der NHL auf dem Eis stand. Anschließend beendete der Linksaußen seine aktive Karriere, in der er insgesamt 699 NHL-Partien bestritten und dabei 420 Scorerpunkte verzeichnet hatte.

#### International
Nach seiner 40-Tore-Saison im Trikot der Rangers wurde Hickey ins Aufgebot der kanadischen Nationalmannschaft für die Weltmeisterschaft 1978 berufen. Dort gewann das Team die Bronzemedaille, während er selbst fünf Tore in zehn Partien beisteuerte.

### Als Funktionär
Nach einem längeren Hiatus übernahm Hickey zur Saison 1988/89 die Position des General Managers bei den New Haven Nighthawks aus der American Hockey League. Die Geschicke des Teams leitete er vier Jahre lang, bevor er 1992 innerhalb der Liga zu den Hamilton Canucks wechselte und dort ebenfalls als GM sowie als Präsident fungierte. Nach zwei weiteren Jahren verfolgte er diesen Karrierepfad nicht weiter. Parallel zu seiner vergleichsweise kurzen Funktionärstätigkeit war Hickey im Finanzsektor tätig und engagierte sich für gemeinnützige Nachwuchsprogramme rund um den Eishockeysport.

## Erfolge und Auszeichnungen
- 1978 Bronzemedaille bei der Weltmeisterschaft

## Karrierestatistik

### International
Vertrat Kanada bei:
- Weltmeisterschaft 1978

(Legende zur Spielerstatistik: Sp oder GP = absolvierte Spiele; T oder G = erzielte Tore; V oder A = erzielte Assists; Pkt oder Pts = erzielte Scorerpunkte; SM oder PIM = erhaltene Strafminuten; +/− = Plus/Minus-Bilanz; PP = erzielte Überzahltore; SH = erzielte Unterzahltore; GW = erzielte Siegtore; 1 Play-downs/Relegation; Kursiv: Statistik nicht vollständig)

## Persönliches
Sein jüngerer Bruder Greg Hickey war ebenfalls Eishockeyspieler und bestritt (gemeinsam mit Pat) eine einzige NHL-Partie für die New York Rangers. Seine sonstige Karriere verbrachte er in Minor Leagues.